# Suicide Society
Albums de Annihilator
Feast
(2013)
Suicide Society est le quinzième album studio du groupe de metal Annihilator, sorti le 18 septembre 2015. C'est le premier depuis Remains sur lequel chante Jeff Waters, Dave Padden ayant quitté le groupe la même année.

## Liste des titres

### Album original
Toutes les paroles sont écrites par Jeff Waters, toute la musique est composée par Jeff Waters.
| No | Titre             | Durée |
| -- | ----------------- | ----- |
| 1. | Suicide Society   | 3:50  |
| 2. | My Revenge        | 5:06  |
| 3. | Snap              | 4:54  |
| 4. | Creepin' Again    | 4:16  |
| 5. | Narcotic Avenue   | 5:19  |
| 6. | The One You Serve | 5:45  |
| 7. | Break, Enter      | 5:47  |
| 8. | Death Scent       | 5:11  |
| 9. | Every Minute      | 5:00  |

### CD bonus - The Ravenstreet Sessions / Jeff Talks
1. Deadlock
2. Set the World on Fire
3. Knight Jumps Queen
4. Ambush
5. Never, Neverland
6. Time Bomb
7. Smear Campaign
8. Carnival Diablos
9. Reduced to Ash
10. I Am in Command
11. Jeff Talks Suicide Society
12. Jeff Talks Creepin' Again
13. Jeff Talks Snap
14. Jeff Talks Narcotic Avenue
15. Jeff Talks My Revenge
16. Jeff Talks The One You Serve
17. Jeff Talks Break, Enter
18. Jeff Talks Death Scent
19. Jeff Talks Every Minute

- "The Ravenstreet Sessions" sont les derniers enregistrements avec Dave Padden au chant et à la guitare. C'était une séance de répétition pour la tournée des festivals européens de 2013.

## Personnel
- Jeff Waters - chants, guitares, basse, production, mixage, mastering
- Mike Harshaw - batterie
- Cam Dixon - chants additionnels
- Aaron Homma - chants additionnels
- Gyula Havancsák - artwork